# アーノルド・トインビー

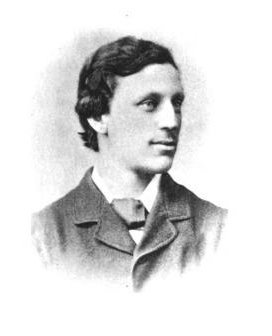
アーノルド・トインビー

アーノルド・トインビー（Arnold  Toynbee、1852年8月23日 - 1883年3月9日）は、イギリスの経済学者である。「産業革命」を学術用語として広めた歴史家であり、世界最初の隣保館（セツルメント）であるトインビー・ホールを興したセツルメント運動の発起人の1人。時に「セツルメントの父」とも呼ばれる。
イギリスの歴史家アーノルド・J・トインビーの叔父。20世紀最大の歴史家の1人に数えられるアーノルド・J・トインビーと区別するため、甥のほうにはミドルネームのジョセフが入れられることが多い。

## その生涯
ロンドンの著名な耳科医で英学士院会員であったジョセフ・トインビーの次男として生まれる。幼年期は主にウィンブルドンで暮らし、博愛家で『苦悩の神秘』（Mystery of Pain）の著者ジェームズ・ヒントンの影響を受ける。正規のパブリック・スクールの教育を受けず、ギリシア・ラテンの古典より近代の文学・哲学を好んだ。ミリタリ・カレッジに入学するが、生来の虚弱のため2年にして去る。18歳の時、海岸近くの僻村に読書に没頭して1年間を過ごし自己の生涯を歴史哲学の研究に捧げることを決意する。
1873年、オックスフォード大学に入学し読書と友人たちとの議論により、形而上学から宗教問題・経済学へと関心を移す。この変化はジョン・ラスキンの著作に多くを負っているという。1878年、ベリオル・カレッジの学生監と講師に就任する。学生監としてインド行きの文官養成を任され、講師としては1881年10月から1882年5月にオックスフォードのオナー・ヒストリー・スクールでイギリス経済史に関する連続講義をした。ほかに救貧法管理委員会・協同組合委員として活動している。友人のミルナー卿は、この頃のアーノルドについて「それは内心の絶えざる苦闘と、教師および市民としての外部活動を結合するものであり、普通の人なら一ダースもの人間の能力を費やさせるものであった。そしてこの緊張が彼を殺したのである」と回想している。ヘンリー・ジョージの『進歩と貧困』に関する2回の講義を行ったのち、病を得て30歳の生涯を閉じた。

## セツルメントの父
このような経緯により、アーノルドは貧困問題に並々ならぬ取り組みを見せていた。スラム街の司祭であるサミュエル・バーネットに影響を受け、その解決を「労働者教育とそれに伴う意識の向上・環境整備」と位置付けこれを行うための施設（現代で言うところの隣保館）を作ろうと試みた。これがセツルメント運動である。
しかし、運動の最中の病でアーノルドは志半ばに命を落とした。その後の1884年、運動を引き継いだバーネットの手によりアーノルドの理想を体現するための福祉施設として世界最初のセツルメントであるトインビー・ホールが設立される。この名称は、当然の事ながら運動の発起者であるアーノルドに由来する。
そのため、アーノルドは社会福祉学において福祉事業の先駆者として扱われる。

## 「産業革命」の歴史家
アーノルドの死後、1908年に『イギリス産業革命史』（英: Lectures on the Industry Revolution）という題の遺稿集が出版されている。これは1760年 - 1840年のイギリス経済史をあつかった連続講義の覚書とアーノルドの手になる新聞記事などをあわせたものであった。
イギリス資本主義形成のための歴史現象を指す「産業革命」という言葉を広く知らしめたのは、この著書によってである。自ら収集した統計を駆使し、「囲い込み」の結果であるヨーマン階級の没落と労働者の貧窮増大を実証しようとしている。アーノルドが歴史家として特異だったのは、文献による実証と社会改革家としての関心を合わせもったことであろう。それはキリスト教社会主義者と心情の上で共通点をもち、コールの労働運動研究やトーニーの資本主義発達史の先駆をなした。
経済学者としてはイギリス古典派経済学の「賃金の鉄則」や「自由放任政策」を批判する立場をとった。しかし産業や貧困問題の解決策として労資協調・階級の再統合を期待し、ケインズのように国家の経済政策について考察を進められなかった。さらに国際貿易の観点から「帝国主義」を洞察することなどは、ホブソンを待たなければならない。アーノルドは中世の社会経済が産業革命によって失われ二度と逆戻りができないことをふまえ、ラスキンやモリス、カーライルの倫理と資本主義批判を経済学のなかに持ちこみ社会改良の手だてを模索した。彼は、チャーティズムから厚生経済学へと至る過渡期の人であった。